# Mosquée de Tengréla
La mosquée de Tengréla, dans le nord de la Côte d'Ivoire (district des Savanes), est un édifice religieux de style architectural soudanais construit en 1655.

## Histoire
Elle a été construite en 1655 probablement en cinq ans par le maître maçon Massa Flaté, auteur des mosquées de Magadiana (Côte d'Ivoire) et Djama Téné (Mali).